# Saban Entertainment
Saban Entertainment of Saban Entertainment International (de tak buiten de Verenigde Staten) was een Amerikaans televisie- en filmproductiebedrijf opgericht door televisie- en muziekproducenten Haim Saban Entertainment en Shuki Levy.
Saban Entertainment is vooral bekend vanwege hun import, nasynchronisatie en bewerkingen van Japanse series zoals Dragon Ball en Digimon voor de Noord-Amerikaanse markt. Ze deden dit voor zowel anime- als life action-series en vervingen hierbij de aftiteling door hun eigen. Verder maakten ze eigen versies van enkele Japanse Tokusatsu-series zoals Power Rangers (gebaseerd op Super Sentai), BeetleBorgs (gebaseerd op Juko B-Fighter en B-Fighter Kabuto) en VR Troopers.
Saban Entertainment was ook betrokken bij de productie van enkele Frans-Amerikaanse animatieseries van Jean Chalopin.

## Begin
In de begindagen van het bedrijf was Saban Entertainment een zogeheten “non-union”-bedrijf. Acteurs die wél waren aangesloten bij een "union", oftewel vakbond, werkten daarom onder een pseudoniem. Rond die tijd maakten ze ook een aantal eigen animatieseries gebaseerd op de Marvel Comics-striphelden.

## Japanse series
Tijdens de enorme opmars van anime in de jaren 80 en 90 besloot Saban Entertainment om de Japanse series te introduceren in Amerika. De enige vorm van tokusatsu waar Amerika destijds bekend mee was waren de kaiju-films zoals Godzilla en Gamera, en de nagesynchroniseerde afleveringen van Dynaman.
Saban Entertainment besloot ook om zelf een serie te maken gebaseerd op de Super Sentai-serie. De eerste keus van het bedrijf voor hun serie, Power Rangers, was Jetman, maar dat ging niet door. Velen vonden dat het idee te ver ging en te extreem was om te kunnen slagen. Saban Entertainment zette het plan toch voort met de erop volgende Sentai-serie Kyouryuu Sentai Zyuranger, en met succes.
Na het succesvol overzetten van een van de Super Sentai-series naar Amerikaanse probeerde Saban Entertainment hetzelfde met een aantal andere Japanse superheldenseries. Zo maakten ze de series VR Troopers en BeetleBorgs. Ook deze waren succesvol, maar bestonden slechts uit twee seizoenen vanwege gebrek aan beeldmateriaal. De daaropvolgende poging om de Japanse serie Kamen Rider Black RX om te zetten naar de Amerikaanse serie Masked Rider flopte gigantisch.
Het omzetten van Japanse series naar Amerikaanse leverde Saban Entertainment echter ook kritiek op van fans van de originele series. Hoewel de censuur die werd toegepast (zoals het weglaten van overmatig geweld) soms noodzakelijk was voor de Amerikaanse markt, vonden sommige fans dat Saban Entertainment wat te ver ging.

## Verkoop
In oktober 2001 werd het bedrijf verkocht aan Disney en kreeg het de nieuwe naam BVS Entertainment, beter bekend als Buena Vista. Disney kreeg hiermee ook al Saban Entertainment producties in handen waaronder de Power Rangers-series. De gehele productie van deze series werd stopgezet in de Verenigde Staten en verplaatst naar Nieuw-Zeeland.

## Series door Saban Entertainment
Hier een lijst van een aantal van de populairste Saban Entertainment-series:
- BeetleBorgs (1996-1998)
- Biker Mice From Mars (1993-1996)
- Breaker High (1997-1998)
- Digimon (1999-2001) (Japanse import)
- Dragonball Z (1996-1999) (Japanse import)
- Eek! The Cat (1992-1997)
- Goosebumps (1995-1998) (Kippenvel)
- Inspector Gadget (1983-1986)
- Iznogoud (1995-1996)
- Jim Button (1998-1999)
- Macron 1 (jaren 80)
- Mad Jack the Pirate (1998-1999)
- Michael Valiant (1986-1989) (Heroes On Hot Wheels)
- Mystic Knights of Tir na Nog (1998-1999)
- Ninja Turtles: The Next Mutation (1997-1998)
- Oliver Twist (1996-1997)
- Power Rangers (1993-2001)
- Princess Sissi (1997-1998)
- Samurai Pizza Cats (1991-1992) (Japanse import)
- Spider-Man: The Animated Series (1994-1998)
- Sweet Valley High (1994-1998)
- Transformers: Robots in Disquise (2001-2002) (Japanse import)
- VR Troopers (1994-1996)
- Walter Melon (1997-1998)
- The Why Why Family (1996-1997)
- Wunschpunsch (2000-2001)
- X-Men: The Animated Series (1992-1997)